# Souschef
Souschef (franska) är en underchef och kan även avse sekundchef, andre direktör eller biträdande föreståndare. Titeln användes förr bland annat inom svenska Krigsmakten och Statens Järnvägar.
I nutid avser souschef – egentligen sous-chef de cuisine – oftast en kock i större inrättning som har uppdrag att assistera köksmästaren. Fördelningen av ansvaret mellan köksmästare och sous-chef varierar mellan restauranger, men i större köksmiljöer kan flera souschefs ansvara över egna avdelningar med egen personal, utöva visst personalansvar och har dessutom ansvaret för köket när köksmästaren är borta.
Souschef är även den titel som tilldelas dem som har uppdrag att assistera Lundakarnevalens sektionschefer.